# 余茂春
余茂春（英語：Miles Maochun Yu，1962年8月8日—），美國華裔学者、政治家、美国海军学院东亚和军事史教授，现为哈德逊研究所中国中心主任及胡佛研究所客座研究員。曾担任《华盛顿时报》专栏作家、美国国务卿的中国政策规划首席顾问，是中国留美学生中进入美国国务院对华政策核心圈的第一人。他在川普政府的第一任期內為扭轉美國對華政策上提出不少參考意見。
中国政府在2022年底对余茂春实行制裁，作为对美方制裁中国官员的反制。

## 生平
1962年8月8日，出生于中华人民共和国安徽省东部，他成长于重庆，经历文革。1979年，余参加高考，获得重庆市永川中学文科状元，并考入南开大学历史系，追寻文革被发动的历史。在当地的文曲广场的历届高考状元碑铭上曾有其姓名，但后于2020年被去除。余茂春在南开大学时认为学习大学必修的辩证唯物主义和教条式的历史观是浪费时间。通过收听美国之音，余茂春受到了美国总统里根演讲的启发，产生了前往美国的意图。1983年，他毕业于南开大学历史系。
1985年他到美国留学，进入宾夕法尼亚斯沃斯莫尔学院，获得硕士。1989年中国大陸六四事件后，他支持中国大陸的民主活动，并帮助逃离中国的学生在美国洛杉矶定居。1990年6月7日，他参加中国自由民主党北美组党筹备会，举办中国大陸论坛，帮助包括吴弘达和方励之在内的持不同政见者发声。 1994年，他获得加州大学伯克利分校历史学博士学位。他进入美国海军学院任教，并担任东亚和军事史教授。他所教学生为数百位美国海军军官。其中不少人后来进入美国国务院和国防部工作，并且日后仍称他为“余教授”。
2017年之後，余茂春进入特朗普政府，擔任美国国务卿的首席中国政策和规划顾问，并获国务卿蓬佩奥重用，对特朗普的对华政策产生重要影响。
2022年12月9日，美方以“西藏人权”问题为由，对两名中方官员进行制裁。12月23日，中華人民共和國宣佈以「中華人民共和國反外國制裁法」，制裁2名美國公民，前官員余茂春是其中1人。
依据《中华人民共和国反外国制裁法》，中方决定：
一、冻结其在中国境内的动产、不动产和其他各类财产；
二、禁止中国境内的组织、个人与其进行有关交易活动；
三、对其本人及直系亲属不予簽发簽证、不准入境。
余茂春表示中国政府对他的制裁是给他的“荣誉勋章”，他本人毫不在意。
2023年，有人仿造秦檜跪像給余茂春也造了一個跪像，余茂春表示要买下这「共产主义宣传媚俗品」（this piece of communist propaganda kitsch）。

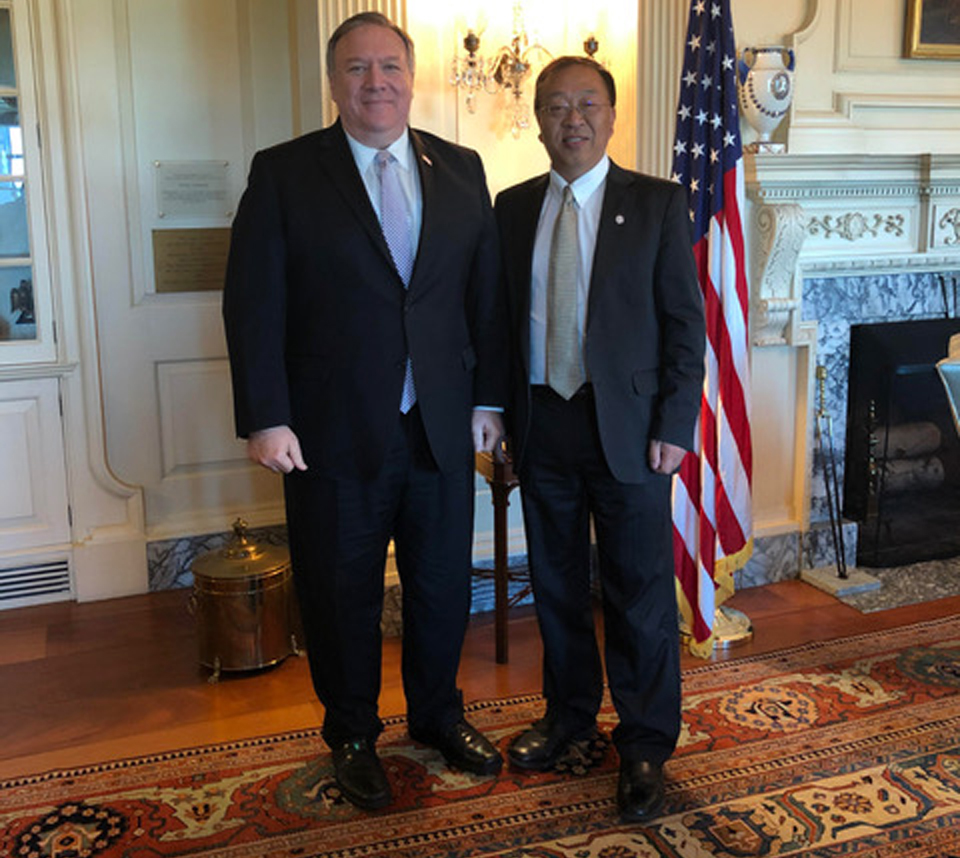
余茂春与时任美国国务卿迈克·蓬佩奥合影（2020年）

## 个人理论
余茂春的主要政策理论提到美国对华政策应该从基本概念上拨乱反正，在此之前美方主要期待於中共黨內改革派的民主化。但余分析中华人民共和国的本质與苏联時代不同的狀況等等，并進一步阐明中国共产党和中国人民不是一个概念（即“中共不等于中国”）。他还指出美中各种冲突的根源在于政治与意识型态上的不协调性。
余茂春称自己不排斥中国文化，他接受美国之音专访时表示“我对我的中国传统非常自豪。我对我热爱中国人民和我有很多中国朋友的事实非常自豪。我的根在那里”，自己所做的事和所说的话“得到了中国国内外华人的巨大支持”。
2021年隨第一任特朗普政府卸任後，余茂春加入哈德逊研究所。

## 观点
余茂春认为特朗普政府的对华政策与时俱进，为“原则性的现实主义”（principled realism）。该政策目的是“保护民主自由在全世界继续存在，反对威权和专制”。它包含三大理念，即“抛弃打中国牌”、“抛弃以接触为中心”、“认清中共不等于中国人民”。“抛弃打中国牌”指放弃尼克松政府几十年以来的策略，明确中国是美国国家安全的最大威胁，将对华政策置于美国外交政策中的核心位置；“抛弃以接触为中心”，认为原先美国政府的对华政策没有改变中国，却使得中国产生了改变美国和全世界的意图；“求同存异”导致美国常常为了经济利益上的“同”而牺牲了诸如“人权、社会制度、政治制度”等普世价值上的“异”；“认清中共不等于中国人民”则是将中国共产党和中国人民两个概念作出区分，即“跟中国政府接触是一回事，跟中国人民接触又是另外一回事”。
他认为特朗普政府的对华政策是“基于对中共政权本质的认识而作出的，基本上是不可逆转的”，且其前提和理念是“对中共不表信任，而且双方要对等，行事以结果为导向，还要坦诚透明”。首先，与1980年代冷战时期对苏联的“信任再核实”策略不同，由于“中共在香港问题上、国内的人权问题上、南海问题上等等一系列问题上，基本上是不诚实的”，因此针对中共采取“不信任，要核实”（Distrust And Verify）的策略；其次，对等原则意味着“你驱逐我们的记者，我们也对你的记者施加一定的管制”；第三，由于中共“根本不想解决问题，而主要是想拖延时间，把大事化小、小事化了，实际上根本问题什么都没解决”。因此，外交政策须以结果为中心，避免冗长而毫无意义的战略对话、酒会、宴会，着重具体地解决问题。
除此之外，余茂春认为应进一步强调透明度、坦诚以及制裁措施。
余茂春认为，往届美国政府在制定对华政策时，受到了特殊利益集团和外国代理人的巨大影响，其中包括华尔街、往届高官和政客，而特朗普政府则基本杜绝了这方面的影响。由于“没有受到特殊利益集团的控制和操作”，国务卿蓬佩奥实行了“非常有前沿性的，而且非常大胆的对华政策”。他认为特朗普总统倾向于在制定好大方针和战略的基础上，将各领域具体的工作交于相关的副总统、国务院和国防部等部门灵活执行，且他的对华政策不是只想打贸易战，而是与国务卿蓬佩奥推翻中共的目标一致。他还认为，在几个重大政策理念上，政府内部各部门没有任何分歧。
余茂春還表示，美国对华政策的制定有一个“复杂多元”的过程，而其中一个重要参考是中国政府自己的言行。他写道“领导人和党媒称‘党是领导一切的’，政府发言人和官媒主管每天攻击美国的言论，大都是英文写成，难道还需要一个‘汉奸’指出这些都是开玩笑？教育美国政要最重要的老师是中国自己。”

## 著作
- OSS in China: Prelude to Cold War.（New Haven and London：耶魯大學出版社，1997年3月）
  - 《美国间谍在中国——美国档案馆绝密档案》 （香港，纽约：明镜出版社，1999年7月）
- The Dragon's War: Allied Operations and the Fate of China, 1937–1947《龍之戰爭：盟軍行動與中國的命運，1937-1947》（美國海軍學院出版社，2006年8月)
- New Interpretations In Naval History: Selected Papers from the Fifteenth Naval History Symposium《海軍歷史的新解釋：第十五屆海軍歷史專題討論會》（美國海軍學院出版社，2009年4月）, ed.
- Routledge Handbook of Chinese Security《劳特利奇中国安全手册》（Routledge Pub，英國，2015年6月）, ed, with Lowell Dittmer（合著）

## 評價

### 正面评价
有一些他的支持者认为余茂春是“中华民族英雄”、“华人的骄傲”。中国大陆学者丁咚称对余茂春的批判“失去体统，而且逻辑很荒唐，因为余茂春早已入籍美国，在做一个美国人应该做的义务”。
美国芝加哥大学政治系教授杨大利认为，中文世界里对余茂春的许多批评“很不公允”。他指出，美国共和党与民主党已就对华政策取得很大共识，余茂春作为一个幕僚，必定参与目前美国的政策制定，但“不是任何一个作为顾问级的人物在美国行政机构能够影响国家决策的，美国的对华政策不可能因为一个教授而完全转向”。

### 負面評價
随着余茂春成为美国国务卿蓬佩奥身边重要的对华政策顾问，中美关系日趋紧张，并且引发一些中国网民的批评。中國大陸民眾更仿造南宋權臣秦檜來鑄造余茂春的銅跪像，並掛上說明牌形容余茂春是「當代秦檜，漢奸第一人」。銅像刻畫余身着西裝，雙手反背的跪姿，並掛有一塊說明牌，寫有余茂春的身世，強調他是「美對華霸凌政策的背後操刀手」，指摘他「六親不認，助紂為虐，背叛家國，數典忘祖」。
《环球时报》总编辑胡锡进表示“他离开中国大陸太早了，那个时候中国还太弱了，年轻人和知识分子满脑子对西方全是崇拜，缺少后来逐渐形成的辨别力。”环球网评论指，余茂春身为华裔本应多为促进中美友好尽力，“但他反而助纣为虐、充当美国政客的‘狗头军师’和反华‘急先锋’，让全球华人一片哗然”。有网传视频显示，余茂春的母校永川中学将他的高考状元名字从校园石碑上铲除。
2020年9月，有网传影片显示余茂春被安徽故乡余氏家族痛斥为「汉奸」，将其逐出族谱。余茂春对此在9月18日发推文回应写道“把我的名字从一个我从未听说，也从未关心过的族谱上删除，这似乎很奇怪。这场闹剧在其荒谬的重压下瓦解。”并在推文中配上了1995年上映的电影《超龄插班生》的片段。